# Frankenstein (manga)
Pour les articles homonymes, voir Frankenstein.
Frankenstein (フランケンシュタイン, Furankenshutain) est un recueil de shōjo mangas de Junji Itō prépubliés dans différents magazines entre septembre 1994 et 1998 puis publié par Asahi Sonorama en un volume relié sorti en janvier 1999. La version française a été éditée par Tonkam dans la collection « Frissons » en un tome sorti en février 2014.
Ce recueil est le dernier de la « Itoh Junji Kyofu Manga Collection (伊藤潤二恐怖マンガＣｏｌｌｅｃｔｉｏｎ) », publié sous le no 16 au Japon et en France.
L'édition américaine de l'album a valu à son auteur en juillet 2019 le prix Eisner de la meilleure adaptation pour l'histoire « Frankenstein ».

## Sommaire
Frankenstein (フランケンシュタイン)
L'histoire est une adaptation globalement fidèle du roman Frankenstein écrit par Mary Shelley en 1818.
Funérailles des poupées infernales (地獄の人形葬, Jigoku no Ningyou Sou)
Souvenir de crottes réalistes (リアルウンコノオモイデ, Real Unko no Omoide)

## Publication
| no | Japonais         | Japonais       | Français        | Français          |
| no | Date de sortie   | ISBN           | Date de sortie  | ISBN              |
| -- | ---------------- | -------------- | --------------- | ----------------- |
| 1  | 1er janvier 1999 | 978-4257903598 | 12 février 2014 | 978-2-7560-5561-9 |

Il existe deux éditions françaises :
- 2014 : Frankenstein (フランケンシュタイン, Furankenshutain?) Tonkam (1 volume),  (ISBN 978-2-7560-5561-9), 208 pages
- 2022 : Frankenstein (フランケンシュタイン, Furankenshutain?) Mangetsu (1 volume),  (ISBN 978-2-382-81039-2), 416 pages

### Prépublication
1. ↑  Monthly Halloween, numéros de septembre à novembre 1994.
2. ↑  Comic Gon !, vol. 2, 1998.
3. ↑  Histoires comiques mais réelles, vol. 2, 1997.

### Édition japonaise
Asahi Sonorama
1. 1 2  (ja) « Tome 1 », sur amazon.co.jp.

### Édition française
Tonkam
1. 1 2  (fr) « Tome 1 ».